# A Stairway to the Stars
A Stairway to the Stars es el segundo álbum de estudio de The Caretaker, un seudónimo del músico Leyland Kirby. El disco lo publicó el sello discográfico V/Vm Test Records en enero de 2001. Al igual que su álbum previo, Selected Memories from the Haunted Ballroom (1999), A Stairway to the Stars es un disco de música ambient compuesto por pistas ralentizadas y distorsionadas de canciones de los años 20 y 40. El material recibió comentarios positivos por parte de los críticos de música, quienes elogiaron su atmósfera.

## Antecedentes
El músico inglés Leyland Kirby incursionó en la música por primera vez en los años 90 bajo el seudónimo V/Vm. En este, manipulaba canciones pop, donde incluía diversas violaciones de derechos de autor, realizaba grabaciones poco comunes y publicaba materiales de noise hechos a partir de samples. En 1999, Kirby lanzó bajo el nombre The Caretaker el disco Selected Memories from the Haunted Ballroom, inspirado en una escena de la película de terror El resplandor (1980). Al año siguiente, Kirby creó una versión distorsionada de «The Lady in Red», canción del músico inglés Chris de Burgh, la cual NME presentó como sencillo de la semana en septiembre del año 2000.

## Lanzamiento
A Stairway to the Stars se lanzó el 10 de enero de 2001. En febrero de 2009 Kirby publicó videos musicales para las pistas «Emptiness» y «Friends past re-united» en su canal de YouTube, vvmtest, y ambos presentan collages de fotos realizados por Drakulady. Cuando parte de su audiencia le pidió que reeditara A Stairway to the Stars o We'll All Go Riding on a Rainbow, Kirby dijo que necesitaba «descubrir cuándo». Tras su lanzamiento, varios cineastas le pidieron a Kirby que produjera bandas sonoras para películas, ya que consideraban la música de The Caretaker como adecuada para películas de terror. Posteriormente, una de las pistas de A Stairway to the Stars se utilizó en la última canción del proyecto final de The Caretaker, Everywhere at the End of Time.

## Composición y estilo

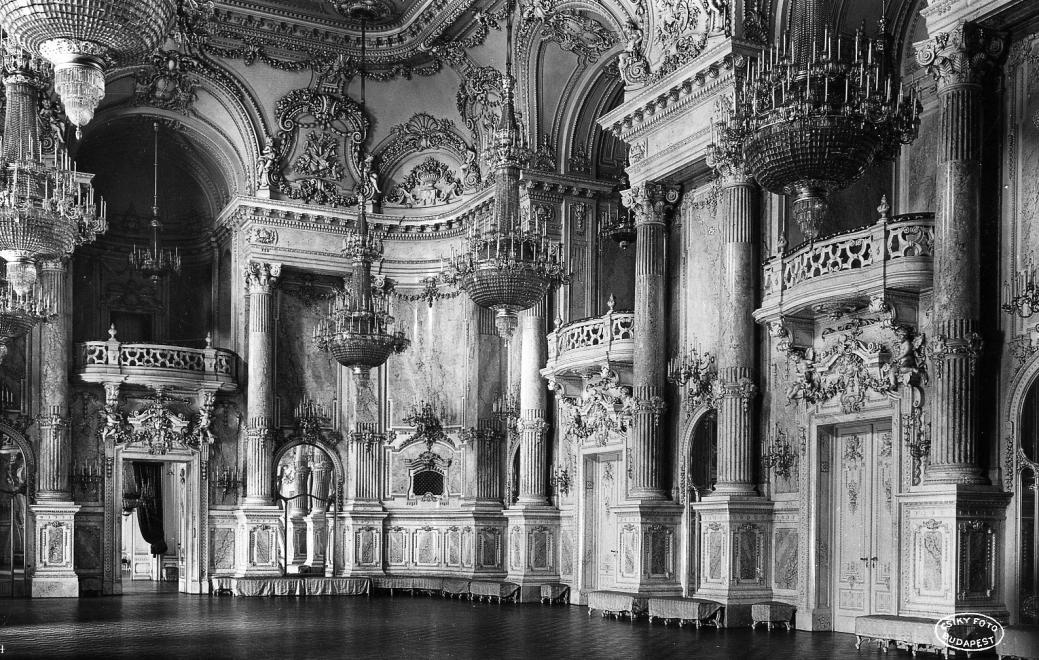
El álbum consta de pistas alteradas y distorsionadas que se utilizaban en los salones de baile de la década de los años 20 y 40.

A Stairway to the Stars es un álbum de ambient y dark ambient que también explora los géneros darkwave, plunderphonics, experimental y drone. El material consiste en pistas ralentizadas, distorsionadas y con reverberación para producir un sonido ambiental, pertenecientes a álbumes de vinilo utilizados en los salónes de baile de los años 20 y 40. La transformación de las pistas es similar a la de las bandas Skinny Puppy y Will, así como a la de artistas del sello discográfico Cold Meat Industry. Mientras que bajo el seudónimo V/Vm transformaba samples para lograr un efecto cómico, con The Caretaker Kirby manipula pistas para crear atmósferas más trágicas.
La primera canción, «We Cannot Escape the Past», tiene la intención de producir una sensación espeluznante que se enfatiza por su título y además marca el tono del resto del álbum. Junto con «Emptiness», encapsulan el estilo hauntológico del disco, representando la atmósfera de un salón de baile vacío. La primera canción con voz, «Cloudy, Since You Went Away», hace que la hauntología del álbum sea más inexpresiva; también se tiñe con varias capas de noise y utiliza el cuerno como instrumento para crear un sonido más letárgico. «Robins and Roses» y «A Stairway to the Stars» presentan melodías invertidas repentinas, cambios de samples y diferencias de tono en torno a voces profundas y melodías melancólicas. La undécima pista, «Each Today Doesn't Lead to a Tomorrow» cuenta con una producción gótica, con una melodía que a menudo es interrumpida por una línea de bajo reverberante. En «Home» predomina una voz distorsionada y es seguida por «Friends Past Reunited», donde toma el protagonismo un coro. Otra versión de esta pista se encuentra en Selected Memories from the Haunted Ballroom. El álbum termina con «A Stairway to the Stars», que presenta un órgano minimalista en su sonido.

## Recepción crítica
A Stairway to the Stars tuvo una buena recepción crítica, que se centró principalmente en su atmósfera. Olli Siebelt de BBC Music describió el álbum como «una pequeña joya verdaderamente maravillosa que te hará bailar en el salón embrujado una y otra vez». En 2013, Zachary Corsa, escribiendo para A Closer Listen, interpretó el álbum como el resultado de «una era de obsesiones por los teléfonos inteligentes y la sobrecarga de medios llenos de miedo», donde «todos deberíamos estar tan atormentados por el pasado y sus implicaciones». Shanshee_allures, crítico de Unsung, dijo que es el mejor de la trilogía, «aunque llevará algunas escuchas apreciar cómo funciona como una pieza». Concluyó: «Una vez que lo descubras, podría resultar ser una de las creaciones más fascinantes e insondablemente maravillosas que hayas escuchado». Justin Faase de Musique Machine afirmó que el álbum fue uno de los mejores lanzamientos de dark ambient de la época, superando a lanzamientos de sellos discográficos como Cold Meat Industry.

## Lista de canciones
| A Stairway to the Stars |                                         |          |  |
| N.º                     | Título                                  | Duración |  |
| 1.                      | «We Cannot Escape the Past»             | 2:03     |  |
| 2.                      | «Cloudy, Since You Went Away»           | 4:12     |  |
| 3.                      | «Emptiness»                             | 3:49     |  |
| 4.                      | «Consigned to a Yesterday»              | 5:13     |  |
| 5.                      | «Masquerade Ball»                       | 4:01     |  |
| 6.                      | «Malign Forces of the Occult»           | 3:20     |  |
| 7.                      | «On the Edge of Breakdown»              | 2:06     |  |
| 8.                      | «Robins and Roses»                      | 3:02     |  |
| 9.                      | «Date with an Angel»                    | 3:10     |  |
| 10.                     | «It's All Forgotten Now»                | 3:03     |  |
| 11.                     | «Each Today Doesn't Lead to a Tomorrow» | 1:50     |  |
| 12.                     | «Home»                                  | 2:06     |  |
| 13.                     | «Friends Past Reunited»                 | 4:47     |  |
| 14.                     | «A Stairway to the Stars»               | 7:13     |  |
| 49:55                   |                                         |          |  |